# Heterusia hesperiaria
Heterusia hesperiaria là một loài bướm đêm trong họ Geometridae.